# Districte de N'gauma
El districte de N'gauma és un districte de Moçambic, situat a la província de Niassa. Té una superfície de 2.421 kilòmetres quadrats. En 2007 comptava amb una població de 64.049 habitants. Limita al nord-oest amb el districte de Chimbonila, al sud-oest amb la República de Malawi, al sud-est amb el districte de Mandimba i al nord-est amb el districte de Majune.

## Divisió administrativa
El districte està dividit en dos postos administrativos (Itepela i Massangulo), compostos per les següents localitats:
- Posto Administrativo d'Itepela:
  - Itepela
- Posto Administrativo de Massangulo:
  - Massangulo
  - N'gauma: